# Mioveni
Mioveni város Romániában, Argeș megyében, Munténiában.
Piteștitől 15 km-re északra fekszik. 1996-ig a Colibași nevet viselte.
A kisváros mellett található a Dacia Autógyár.
Az 1968-ban felavatott Dacia gyártóüzem megépítése után sokat fejlődött, főleg az 1970-es években. Van egy nukleáris kutatóintézet is itt és egy börtön.

## Népesség
| Lakosok száma | 33 897 | 35 801 | 31 998 | 29 317 |
|               | 1992   | 2002   | 2011   | 2021   |

## Történet
Első írásos említése 1485-ből való.